# イワガネグモ科
イワガネグモ科 Eresidae は、クモ目に属する分類群の一つ。特異で派手な外見と興味深い習性を持つ群である。ただし日本には生息せず、あまり知られてはいない。

## 概説
イワガネグモ科は、100種ほどの種を含むクモ類としては比較的小さな群である。ヨーロッパには広く分布し、比較的大柄であり、独特の姿と、それに派手な色彩もあってよく知られたクモである。しかし日本には分布しないこともあり、日本での知名度は非常に低く、日本語で解説された文献も乏しい。
篩板を持つクモで、頭胸部が幅広くて角張り、眼の配列も特異的で、どこかハエトリグモにも似た姿を持つ。全身に細かな毛が密生しており、英名は Velvet Spider である。またイワガネグモ属Eresus は Ladybird spider と呼ばれており（Ladybirdはテントウムシのこと）、その雄成体の腹部背面は鮮やかな赤に黒斑がある。このクモは「中部ヨーロッパのクモではもっとも美しい種の一つ」、「世界一とは言わないまでも、ヨーロッパ一美しい」などと言われている。
住居の巣穴の入り口に梳糸を引いた網を張る。孤独性の種から社会性の種までが含まれる。系統的にも独特で、往々にして単独でイワガネグモ上科を構成する。

## 形態
完性域類で8眼、三爪で篩板を持つ。外見の印象はハエトリグモ科やエグチグモ科Palpimanidae に似て見える。体色に性的二形があってはっきりと異なる色彩のものがある。形態的には性差は大きくなく、雄がやや小さい程度。全身に細かな毛を密生する。

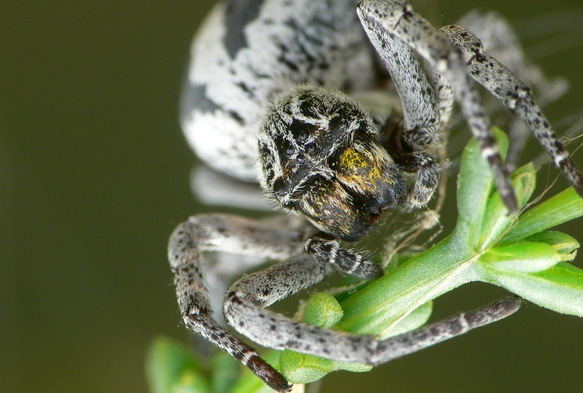
Stegodyphus lineatus

頭胸部は横幅が広く、特に頭部は丸みを帯びているが、おおよそ長方形に近く、頭胸部の大きな部分を占める。また頭部は盛り上がっており、胸部は低くて後方に狭まる。
眼は2列8眼だが、後列が大きく後曲（側眼が後ろにずれる）しているため、3列に見える。前列眼は頭胸部の前縁に沿って並ぶが、中眼が中央に寄る。後中眼はやや大きく、前中眼のすぐ後ろに位置する。後側眼はそれらより離れ、盛り上がった頭部中央の側縁近くに位置する。雌の触肢には爪がある。歩脚は長くなくて頑丈。第四脚に毛櫛がある。
腹部はほぼ楕円形で、多少とも腹背に平らになっている。腹面には前方に一対の書肺があり、後方の気門からは四本の単純な気管が走る。
体色は色や褐色など地味なものが多いが、腹部に縞模様や斑紋を持つものもある。特に派手な例としてヨーロッパ産の Eresus では雌は灰褐色であるのに対して、雄の腹部背面が鮮やかな朱赤色になり、その中央に二対の黒斑があり、さらに頭胸部周囲や歩脚の基部までが赤く染まり、上記のように美しいことで評価が高い。Seothyraでは雌では地味なまだら模様があるだけだが、雄ではより鮮やかな斑紋となり、頭胸部が鮮やかな赤になるものもある。これはある種のアリや無翅のハチに擬態しているものと考えられている。

## 習性
すべて巣穴に潜んで獲物を待つタイプの狩りをする。基本的には糸でかがった巣穴の入り口が広がっており、ここに梳糸をまばらに引き、これが大まかながら網の機能を持つ。
生息場所は群によって様々で、Stegodyphus　は樹木の枝先などに網を張る。それ以外の属のものは、樹皮や石などの隙間に糸で作ったチューブ状の巣を作るか、あるいは地中に穴を掘って巣とする。Seothyra は砂地に穴を掘り、梳糸で作ったマットを作るが、これに砂が混じって中央が窪んだようになる。この網は二葉（あるいは四葉）に分かれているため、砂地にその形のくぼみが出来ることになる。その外見がレイヨウの足跡に似ているため、Buckspoor Spiderと言う。また、このクモの幼生は分散する前に、母グモの死骸を食べる。                   
この科に属する Stegodyphus には単独性の種もあるが、様々な程度の社会性を示す種が見られる。その多くは亜社会性とされるが、少なくともそのうちの3種については、それぞれ独立により程度の高い社会性に進化したとされる。彼らの社会性はquassiosocial と言われ、これらの種はその生涯を集団の中で過ごし、共同で巣を作り、その中に血縁の近い個体が時に100頭以上も生活している。かれらは互いに攻撃をせず、獲物には集団で攻撃をかける。またこのような巣は周囲から隔絶された一種の生物学的な島であり（たとえばアリの巣のような）、寄生動物や盗み寄生者、社会寄生者や寄食者などを含む特有の動物相を持つに至っている。アリには他種のアリの巣に生息し、その社会に紛れて生息する社会寄生のアリがあるが、このStegodyphus の巣に入り込んでその集団内でのみ生息するハグモ科のクモ Archaeodictyna ulva が発見されている。この類の英名には Community Nest Spider がある。

## 分布
ほぼすべての種がヨーロッパ、アフリカ、アジアに分布している。南アメリカからわずかの記録があるが、この地域に原産なのが確実なのは一種(Stegodyphus manaus・ブラジル産)のみのようである。アジアでの分布は西に偏っており、イワガネグモ属は韓国まで分布があるが、東アジアまで分布するのはその1種のみである。Stegodyphusは南アジアに複数種があるが、一種がタイで見つかっているのが最東端である。

## 研究史
この類の分類的な位置については論議が多かった。外見が特殊であり、しかもハエトリグモなどに似て見えることも混乱の元になったとも考えられる。
この類の最初の記録は、ドイツ産のEresus の雄をMartini と Goeze が1778年に Aranea sandaliata の名で記載したところから始まる。19世紀前半にはこの属に複数の種が認められるようになったが、体色を主たる区別点としたため、種内の変異を種として扱ったり、雌雄に別属を当てたりといった混乱が続いた。この類の確実に認められる命名は1846年で、これ以降、同科の別属が次々に記載された。
この類を独立の科と最初に認めたのはKochで、1850年のことである。また、この科は1903年のSimon　以降、Eresinae　と　Penestominae　の二つの亜科に分けられてきたが現在では疑問視する向きもある。Miller et al. (2012)は後者をこの科から除外している。

## 分類
Miller et al. (2012)はこの科に9属（そのうちの1属はMiller et al. (2012)で新たに立てられたもの）、約100種を認める。そのうちで Dresserus が24種、Eresus が23種、Stegodyphus が20種などが多い方である。日本に産する種はない。近隣地域ではイワガネグモ Eresus cinnaberinus が韓国に分布する。世界の属種についてはイワガネグモ科の属種の項を参照。